# Римсько-парфянська війна (54—64)

Мапа, 50

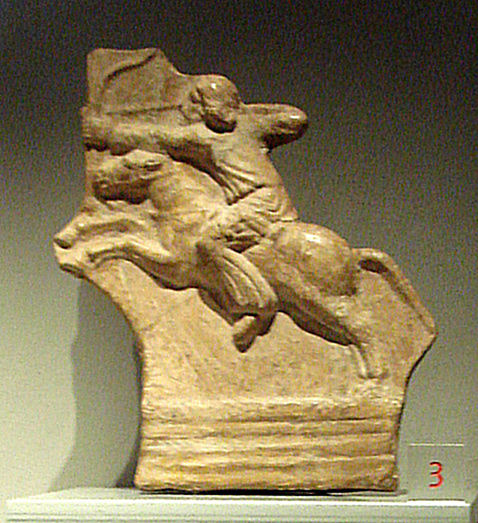
Парфянський вершник

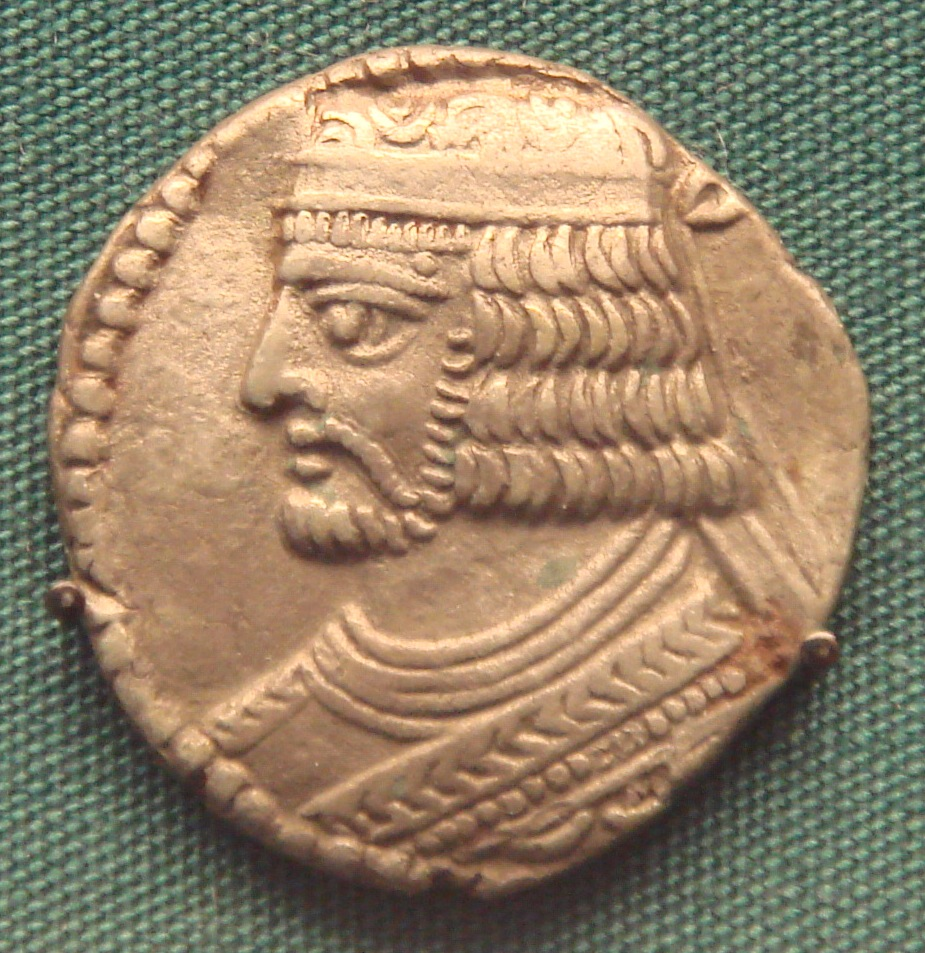
Вологез I

Римсько-парфянська війна,  також Вірменська війна — війна в 54-64 між Римською імперією та Парфянським царством за контроль над Великою Вірменією, колишньою буферною державою між цими двома імперіями.
З часів правління римського імператора Октавіана Августа Велика Вірменія фактично була клієнтською державою Риму, проте в 52-53 парфянам вдалося затвердити на престолі свого ставленика, Трдата I.
Ці події збіглися зі сходженням на римський імператорський престол Нерона, і молодий імператор вирішив енергійно відреагувати на них. Війна, яка стала єдиною великою «зарубіжною» кампанією в період його правління, почалася зі швидкого успіху римських військ на чолі з талановитим воєначальником Гнеем Доміцієм Корбулоном. Їм вдалося розбити сили, лояльні Трдату, звести на вірменський престол римського ставленика, Тиграна VI, після чого вони покинули країну. Успіху римлян сприяло в тому числі те, що парфянський цар Вологез I був зайнятий придушенням кількох повстань в самій Парфії. Однак як тільки ці повстання були придушені, парфяни звернули свою увагу на Вірменію та через кілька років безрезультатних кампаній змогли завдати римлянам важкої поразки в битві при Раделії.
Конфлікт за Вірменію незабаром після цього опинився в свого роду тупику та завершився формальним компромісом: відтепер вірменський престол займали парфянські князі з династії Аршакідів, але їх кандидатури повинні були затверджуватися римськими імператорами. Цей конфлікт став першим прямим зіткненням між Парфією та Римом з моменту розгрому Марка Лініція Красса в битві при Каррах і парфянського походу Марка Антонія, що відбулися понад 100 років тому, і був першим з безлічі воєн між Римом та іранськими правителями (Парфією, потім державою Сасанідів) за контроль над Великою Вірменією.